# Українсько-монакські відносини
Українсько-монакські відносини — сукупність міжнародних двосторонніх відносин між Україною та Монако, а також співпраці обох країн у міжнародних організаціях та інших міжнародних інституціях.
Князівство Монако представлене в Україні через посольство Франції у Києві (Україна). Україна представлена в Монако через посольство в Парижі (Франція).

## Відносини
Дипломатичні відносини між Україною та Монако встановлено 26 липня 2007 р. шляхом укладення Договору про встановлення дипломатичних відносин між Україною та Князівством Монако у формі обміну нотами. Першим Послом України у Князівстві Монако за сумісництвом (2008—2010 рр.) був Посол України у Франції Костянтин Тимошенко. Інтереси князівства в Україні представляє Посольство Франції.
9 листопада 2009 р. між Державним комітетом фінансового моніторингу України та Службою інформації та моніторингу фінансових мереж Монако був підписаний Меморандум про взаєморозуміння щодо співробітництва в сфері протидії легалізації (відмиванню) доходів, одержаних злочинним шляхом, та фінансуванню тероризму.
Відповідно до домовленостей щодо взаємної підтримки в міжнародних організаціях, Україна підтримала кандидатуру Монако на виборах до Виконавчої Ради ЮНЕСКО на період 2009—2013 рр.
За результатами 2010 р. обсяг двостороннього зовнішньоторговельного обороту становив 10 млн. 328 тис. дол. США (експорт товарів і послуг становив 7 млн. 865 тис. дол. США, імпорт — 2 млн. 462 тис. дол. США).
З 2005 р. для громадян Князівства Монако діє безвізовий режим в'їзду на територію України.